# Fraxiom
I Fraxiom sono un tag team di wrestling sotto contratto con la WWE composto da Axiom e Nathan Frazer. Due volte vincitori del NXT Tag Team Championship per un complessivo di 356 giorni di regno.

## Storia

### NXT (2023-2025)
Axiom e Nathan Frazer, il 5 dicembre 2023 ad NXT si sono affrontati l'uno contro l'altro in un mach singolo finito in no contest per colpa delle interferenze della concorrenti della Iron Survivor Challenge femminile. Il rematch è avvento pochi giorni dopo a Deadline 2023 con la vittoria di Axiom. Dopo quel incontro i due decino di iniziare di fare coppia e presero parte al torneo Dusty Rhodes Tag Team Classic. Al primo round sono riusciti a sconfiggere Hank e Tank (Hank Walker e Tank Ledger) ma persero in semifinale contro Baron Corbin e Bron Breakker.
Nel marzo del 2024 hanno preso parte a un torneo per decretare i primi sfidanti per gli NXT Tag Team Championship. Frazer e Axiom prevalsero sui No Quarter Catch Crew (Charlie Dempsey e Myles Borne) qualificandosi per il triple threat tag team match di qualificazione per diventare gli sfidanti all'NXT Tag Team Championship per NXT Stand & Deliver. Il 2 aprile ad NXT, riuscirono a prevalere sui O.C. (Luke Gallows e Karl Anderson) e i Latino World Order (Joaquin Wilde e Cruz Del Toro). All'evento del 6 aprile, hanno l'opportunità di conquistare i titoli di coppia detenuti da Baron Corbin e Bron Breakker, ma gli sfidanti perdono l'incontro.
Nella successiva puntata di NXT del 9 aprile avranno una rivincita contro Corbin e Breakker, dove riusciranno a prevalere, diventando campioni per la prima volta. Nella puntata di NXT del 13 agosto, dopo molteplici difese dei titoli, le perdono contro gli Chase U (Andre Chase e Ridge Holland) dopo 126 giorni di regno. Ma riconquistarono i titoli in una rivincita 19 giorni dopo a NXT No Mercy.
I Fraxiom hanno difeso le cinture in diversi incontri, sia contro i Tag team di NXT ma anche contro coppie provenienti da SmackDown, come gli Street Profits nella puntata del 10 di settembre e gli A-Town Down Under, Austin Theory e Grayson Waller nella puntata del 8 ottobre del 2024. Il 19 aprile, ad NXT Stand & Deliver, Axiom e Frazer persero le cinture contro Hank Walker e Tank Ledger, concludendo il loro secondo regno dopo 230 giorni.

### Parentesi in TNA (2025)
Il 19 gennaio 2025, i Fraziom hanno fatto un'apparizione nella federazione Total Nonstop Action Wrestling (TNA), durante il mach per il titolo di coppia della TNA tra gli Hardy Boyz e Rascalz. Nella puntata di Impact! Axiom e Frazer hanno difeso con successo le cinture del NXT Tag Team Championship contro i Rascalz, diventando i primi wrestler della WWE a difendere un WWE Championship in TNA. In seguito, sempre a Impact!, difesero i titolo anche contro Nic Nemeth e Ryan Nemeth.
Nel marzo dl 2025 sfidarono anche gli Hardy Boyz, Matt Hardy e Jeff Hardy con i palio i TNA World Tag Team Championship senza riuscire a vincere.

### SmackDown (2025–presente)
I Fraxiom vengono promossi a SmackDown, l'esordio nello show blu arriva nella puntata del 25 aprile battendo Angel e Berto membri del Legado del Fantasma. La settimana seguente ottengono la seconda vittoria, sconfiggendo i Pretty Deadly, ovvero Kit Wilson e Elton Prince. Il duo, nella puntata del 10 maggio hanno sconfitto, in un mach non titolato, gli Street Profits, attuali WWE Tag Team Championship. La settimana seguente sconfiggono anche i DIY e diventano i primi sfidanti per i titoli tag team. Il mach titolato contro gli Street Profits finisce in no contest per l'interferenza dei Wyatt Sicks.

## Titoli e riconoscimenti
- WWE
  - NXT Tag Team Championship (2)[20]
  - NXT Tag Team Championship Eliminator Tournament (2024)
  - NXT Year-End Award (1)
    - Tag Team of the Year (2024)
- Pro Wrestling Illustrated
  - 2º tra i 100 migliori team di wrestler nella PWI Tag Team 100 (2024)[21]